# グリーゼ752
グリーゼ752（GJ 752）とは、わし座の方向に存在する連星系である。グリーゼ752は比較的地球に近く、約19光年の距離に存在する。この恒星系は2つのM型の恒星で構成されている。1つは見かけの等級が9のグリーゼ752Aである。もう1つの伴星は見かけの等級が17の薄暗いグリーゼ752Bであり、一般的にVB 10と呼ばれている。この恒星のペアは約74秒角（~434天文単位）で分離された連星系を形成している。この恒星系は、1年に約1秒角という高い固有運動でも知られている。
2018年8月、スペインにあるカラル・アルト天文台でCARMENESスペクトログラフから取得した観測値を使用する科学者のグループが、HD 180617（グリーゼ752A）の周囲を公転している太陽系外惑星が検出されたと公表した。観測は、ハビタブルゾーン内に部分的に位置する軌道上に海王星に匹敵する最小質量を持つ惑星の存在を示した。
名称と番号は、1969年にドイツの天文学者であるヴィルヘルム・グリーゼによって発行されたグリーゼ近傍恒星カタログからのものである。

## 恒星内部のダイナミクス

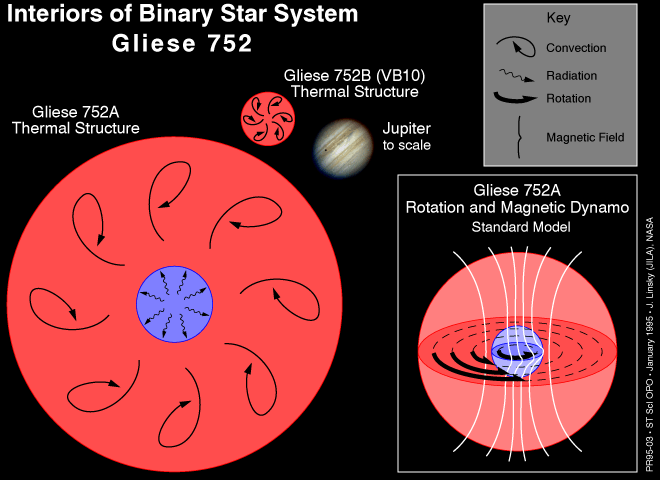
グリーゼ752A・Bの相対的なサイズと内部構造

ハッブル宇宙望遠鏡によるグリーゼ752の観測の前に、天文学者は、恒星の磁場には太陽の磁場を生成するのと同じダイナモ過程が必要であると考えられた。古典的な太陽モデルでは、恒星の中心で核融合反応によって生成された熱は核のすぐ外側の放射層を通って逃げる。熱は、対流層を通って放射核から恒星の表面に到達する。この領域では、鍋の水が沸騰するのと同じような動きで表面に泡が発生する。
電子を加速して磁力を生み出すダイナモは、恒星の内部がその表面よりも速く自転するときに作動する。太陽の最近の研究では、その対流層がすべての深さでほぼ同じ速度で自転することを示している。これは、太陽ダイナモが対流層のすぐ下でより急速に自転する放射核で作動する必要があることを意味している。

## グリーゼ752Aの特性
「ウォルフ1055」としても知られているグリーゼ752Aは、スペクトル分類がM2.5の赤色矮星で、太陽の約半分のサイズと質量を持ち、3354±51ケルビンでかなり低温である。この恒星は、天体写真の先駆的な使用により、ドイツの天文学者であるマックス・ヴォルフによって最初に固有運動の高い恒星であることが観測された。1919年にマックス・ヴォルフはこの恒星を彼の広範な恒星カタログに追加した。変光星カタログ名ではわし座V1428星という名称の変光星である。これは、フレア現象の対象となるりゅう座BY型変光星である。

## 惑星系
| 名称 （恒星に近い順） | 質量            | 軌道長半径 （天文単位） | 公転周期 (日) | 軌道離心率      | 軌道傾斜角 | 半径 |
| --------------------- | --------------- | ----------------------- | ------------- | --------------- | ---------- | ---- |
| b                     | ≥12.204±1.05 M⊕ | 0.3357+0.0099 −0.0100   | 105.91        | 0.16+0.05 −0.10 | °          | —    |

## グリーゼ752Bの特性
グリーゼ752は、1944年にジョージ・ファン・ビースブルックによって小さな薄暗い伴星が発見されるまで、連星系であるとは知られていなかった。この恒星は、ファン・ビースブルックの恒星カタログで「VB 10」として識別される。VB 10は、その質量が非常に小さいことで注目に値する。0.08太陽質量であり、これは恒星の質量の下限に近い。また、太陽半径の10%と非常に小さい。
この恒星はスペクトル分類がM8Vの赤色矮星である。表面温度がわずか2600ケルビンであるため、絶対等級が19に近い、光度が非常に低いことでも知られている。変光星カタログ名ではわし座V1298星という名称の変光星である。閃光星の影響を受けるくじら座UV型変光星である。それは、フレアが発生する傾向とともに、大きな固有運動を主星と共有している。
2009年に、この恒星の周囲を公転する太陽系外惑星VB 10bの発見が公表された。しかし、その後の分光学的観測では、この恒星の周囲の軌道に大きな惑星が存在することを確認できなかった。